# Disequazione con il valore assoluto

Il grafico della funzione valore assoluto

In matematica una disequazione con valore assoluto è una disequazione del tipo {\displaystyle \left|f(x)\right|\gtreqless g(x)}, dove:
- {\displaystyle f} e {\displaystyle g} sono due funzioni qualsiasi.[1]

## Caso particolare:g(x){\displaystyle g(x)}funzione costante
Consideriamo prima di tutto il caso in cui {\displaystyle g(x)=k\in \mathbb {R} } . Si ha pertanto {\displaystyle \left|f(x)\right|\gtreqless k}.
Le disequazioni di questo tipo si possono risolvere in maniera meccanica a seconda del valore di {\displaystyle k}, sfruttando il fatto che il valore assoluto di un numero è sempre maggiore o uguale a {\displaystyle 0}.

### k < 0
- {\displaystyle \left|f(x)\right|\leq k}

Non può mai capitare che il primo membro sia minore o uguale a un numero negativo. La disequazione è impossibile.
- {\displaystyle \ \left|f(x)\right|<k}

Non può mai capitare che il primo membro sia minore di un numero negativo. La disequazione è impossibile.
- {\displaystyle \left|f(x)\right|\geq k}

Il primo membro (nei punti dove è definito) è sempre maggiore o uguale di un numero negativo.
La soluzione è {\displaystyle \forall x\in D}, dove  {\displaystyle D} è il dominio di {\displaystyle f}.
- {\displaystyle \left|f(x)\right|>k}

Il primo membro (nei punti dove è definito) è sempre maggiore di un numero negativo.
La soluzione è {\displaystyle \forall x\in D}, dove  {\displaystyle D} è il dominio di {\displaystyle f}.

### k = 0
- {\displaystyle \left|f(x)\right|<0}

Il primo membro non potrà mai essere minore di zero. La disequazione è impossibile.
- {\displaystyle \left|f(x)\right|\leq 0}

Le uniche soluzioni sono quelle che rendono il primo membro uguale a zero, quindi  risolvere questa disequazione è equivalente a risolvere l'equazione {\displaystyle f(x)=0}.
- {\displaystyle \left|f(x)\right|>0}

Vanno bene tutti i valori tranne quelli che rendono nulla {\displaystyle f(x)}. Pertanto in questo caso bisogna risolvere {\displaystyle f(x)\neq 0}.
- {\displaystyle \left|f(x)\right|\geq 0}

Qualunque elemento del dominio è accettato: la soluzione è {\displaystyle \forall x\in D}, sempre con {\displaystyle D} dominio di {\displaystyle f}.

### k > 0
In questo caso ci si riporta a disequazioni senza valore assoluto:
- {\displaystyle \left|f(x)\right|<k}

È equivalente a {\displaystyle -k<f(x)<k}, cioè al sistema {\displaystyle {\begin{cases}f(x)>-k\\f(x)<k\end{cases}}}
- {\displaystyle \left|f(x)\right|\leq k}

È equivalente a {\displaystyle -k\leq f(x)\leq k}, cioè al sistema {\displaystyle {\begin{cases}f(x)\geq -k\\f(x)\leq k\end{cases}}}
- {\displaystyle \left|f(x)\right|>k}

È equivalente a {\displaystyle f(x)<-k\quad \vee \quad f(x)>k}
- {\displaystyle \left|f(x)\right|\geq k}

È equivalente a {\displaystyle f(x)\leq -k\quad \vee \quad f(x)\geq k}

## Caso generale
In questo caso sia a primo membro che al secondo ci sono due funzioni di {\displaystyle x}, e il metodo risolutivo dipende dal segno di disuguaglianza presente tra di esse.

### |f(x)| < g(x)
La disequazione è equivalente a {\displaystyle {\begin{cases}f(x)\geq 0\\f(x)<g(x)\end{cases}}\vee {\begin{cases}f(x)<0\\f(x)>-g(x)\end{cases}}}
o, in alternativa, a {\displaystyle -g(x)<f(x)<g(x)}

### |f(x)| ≤ g(x)
La disequazione è equivalente a {\displaystyle {\begin{cases}f(x)\geq 0\\f(x)\leq g(x)\end{cases}}\vee {\begin{cases}f(x)<0\\f(x)\geq -g(x)\end{cases}}}
o, in alternativa, a {\displaystyle -g(x)\leq f(x)\leq g(x)}

### |f(x)| > g(x)
La disequazione è equivalente a {\displaystyle {\begin{cases}f(x)\geq 0\\f(x)>g(x)\end{cases}}\vee {\begin{cases}f(x)<0\\f(x)<-g(x)\end{cases}}}
o, in alternativa, a {\displaystyle f(x)<-g(x)\vee f(x)>g(x)}

### |f(x)| ≥ g(x)
La disequazione è equivalente a {\displaystyle {\begin{cases}f(x)\geq 0\\f(x)\geq g(x)\end{cases}}\vee {\begin{cases}f(x)<0\\f(x)\leq -g(x)\end{cases}}}
o, in alternativa, a {\displaystyle f(x)\leq -g(x)\vee f(x)\geq g(x)}

## Presenza di più valori assoluti
{\displaystyle \left|x-1\right|+\left|2x+3\right|<2}
Nel caso siano presenti due o più valori assoluti è necessario aprire i valori assoluti secondo la definizione:
{\displaystyle \left|a\right|=\left\{{\begin{matrix}a&a\geq 0\\-a&a<0\end{matrix}}\right.}
Quindi nell'esercizio proposto i due valori assoluti diventano:
{\displaystyle \left|x-1\right|=\left\{{\begin{matrix}x-1&x\geq 1\\-(x-1)&x<1\end{matrix}}\right.}
e  
{\displaystyle \left|2x+3\right|=\left\{{\begin{matrix}2x+3&x\geq -{\frac {3}{2}}\\-(2x+3)&x<-{\frac {3}{2}}\end{matrix}}\right.}
Si individuano pertanto gli intervalli dell'asse reale in cui gli argomenti dei valori assoluti mantengono il loro segno. In questo caso ci sono tre intervalli e in tali intervalli i valori assoluti vengono aperti:
{\displaystyle {\begin{cases}x<-{\frac {3}{2}}\\-(x-1)-(2x+3)<2\end{cases}}\vee {\begin{cases}-{\frac {3}{2}}\leq x<1\\-(x-1)+(2x+3)<2\end{cases}}\vee {\begin{cases}x\geq 1\\(x-1)+(2x+3)<2\end{cases}}}
Le soluzioni dei tre sistemi vanno unite nell'insieme di soluzione della disequazione data in partenza.